# Andrei S. Markovits

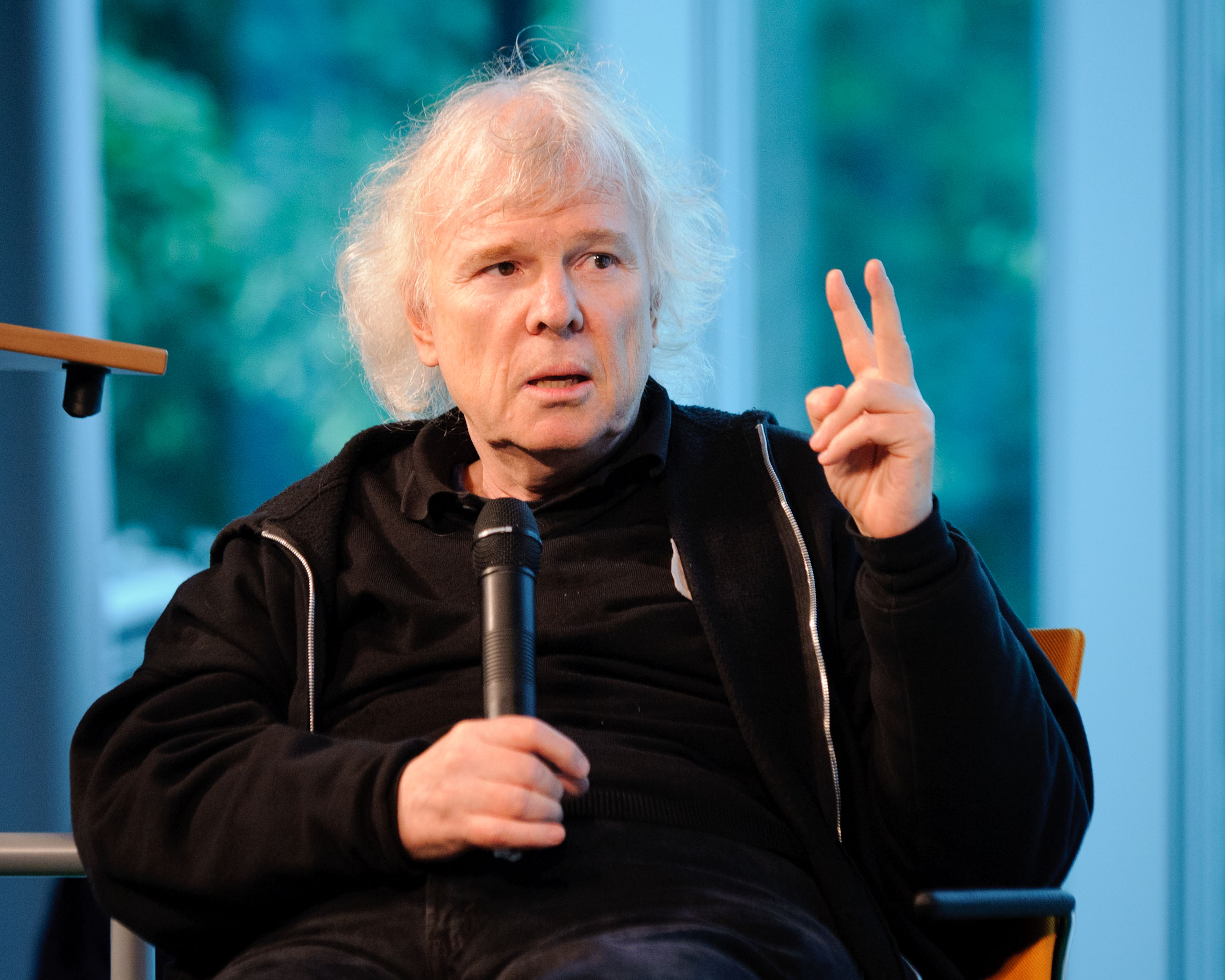
Andrei S. Markovits (2011)

Andrei Steven Markovits (* 6. Oktober 1948 in Timișoara, Rumänien) ist ein amerikanischer Politikwissenschaftler und Soziologe. Er war bis 1999 Professor für Politik an der University of Michigan und anschließend Karl W. Deutsch Collegiate Professor of Comparative Politics and German Studies an derselben Universität in Ann Arbor. 2009 verlieh ihm die Universität zusätzlich den Arthur F. Thurnau Lehrstuhl als Auszeichnung für seine Verdienste in der Lehre und der Unterstützung der Studierenden. Er veröffentlichte 2022 seine Autobiografie, die auf Deutsch unter dem Titel Der Pass mein Zuhause: Aufgefangen in Wurzellosigkeit erschien.

## Leben
Markovits wuchs als einziges Kind einer jüdischen Mittelschichtsfamilie auf und lernte von Kindheit an Rumänisch und Deutsch sowie Englisch und später Französisch. Zudem spricht, liest und schreibt er Ungarisch und Jiddisch, während er Russisch, Hebräisch sowie Italienisch lesen kann. Im Alter von 9 Jahren zog er mit seinem Vater nach Wien, von wo aus er als Teenager bis 1967 jährlich im Sommer nach New York City fuhr, wohin er dann nach der Matura an der Theresianischen Akademie auswanderte.
Markovits studierte Ökonomie, Soziologie, „business administration“ und Politikwissenschaft an der Columbia University, wo er fünf Abschlüsse inklusive der Promotion erlangte (B.A. 1969, M.B.A. 1971, M.A. 1973, M.Phil. 1974 und Ph.D. 1976). Er war von 1975 bis 1999 Research Associate am Center for European Studies der Harvard University, von 1977 bis 1983 Assistant Professor für Politikwissenschaft an der Wesleyan University, danach von 1983 bis 1992 Associate Professor für Politikwissenschaft an der Boston University, von 1992 bis 1995 Chair des politikwissenschaftlichen Departments an der University of California in Santa Cruz und bis 1999 dortselbst Professor für Politikwissenschaft. 2007 verlieh ihm die Universität Lüneburg die Ehrendoktorwürde als Dr. honoris causa. 2006 hielt er in Deutschland eine Gastprofessur an der Universität Dortmund. Zudem war er u. a. Gastwissenschaftler an der Universität Osnabrück, der Universität Bochum, der Universität Innsbruck, der Universität St. Gallen, der Hebrew University of Jerusalem, der Universität Tel Aviv, der Webster University in Wien und im akademischen Jahr 1998/99 war er Fellow am Wissenschaftskolleg zu Berlin. 1979 war er Fellow am Wirtschafts- und Sozialwissenschaftlichen Forschungsinstitut des Deutschen Gewerkschaftsbundes in Düsseldorf, was auch seine Beziehung zur gewerkschaftsnahen Hans-Böckler-Stiftung intensivierte. Er hat im Laufe seiner Karriere Fellowships der Ford Foundation, der B’nai B’rith Foundation, der Hans-Böckler-Stiftung, dem Deutschen Akademischen Austauschdienst (DAAD) oder jenes von J. William Fulbright erhalten. Das akademische Jahr 2008/09 verbrachte er als Fellow am Center for Advanced Study in the Behavioral Sciences der Stanford University. Im Sommersemester 2010 hatte er am Institut für Zeitgeschichte der Universität Wien die Sir Peter Ustinov Professur der Stadt Wien zur Erforschung und Bekämpfung von Vorurteilen inne.

## Wirken
Markovits tritt in den USA und Europa, vor allem Deutschland und Österreich, auch als Redner und Gesellschaftskritiker in Erscheinung. Er trat bei etwa 400 akademischen und sonstigen Veranstaltungen in den USA, Kanada, Europa und Israel als Keynote-Speaker, Panel-Diskutant oder Redner auf. Des Öfteren ist er auch als Experte und Interviewpartner in TV- oder Radiosendungen zu Gast, so beispielsweise auf 3sat oder Ö1. Er forscht und publiziert zu jüdischer Geschichte, Israel, Antiamerikanismus, Antisemitismus, neuem Antisemitismus, Rechtsextremismus, deutscher und europäischer sowie amerikanischer Politik und Gesellschaft, Gewerkschaften, sozialem Wandel hochindustrialisierter Gesellschaften und in letzter Zeit vermehrt Sport, namentlich Fußball. Interviews, Berichte oder Gastbeiträge erschienen u. a. in folgenden Publikationen: Boston Globe, La Stampa, Los Angeles Times, International Herald Tribune, F.A.Z., taz, Frankfurter Rundschau, Die Welt, Berliner Republik, Berliner Zeitung, Der Standard, The Forward, The Baltimore Sun, The Ann Arbor News, express, jungle world, Westdeutsche Allgemeine Zeitung, Süddeutsche Zeitung, Mitbestimmung, The Chronicle of Higher Education, Die Woche, Tikkun, Newsday, SpiegelSpezial, Vision: La Revista Latinoamericana, Democratic Left, Aufbau: Das jüdische Monatsmagazin, Phase 2, Handelsblatt, Tagesspiegel, Konkret, Wiener Zeitung, Falter oder ballesterer fm. Bei einem Vortrag 2001 vor der Partei Bündnis 90/Die Grünen über grüne Perspektiven, sagte er, so Roland Kaufhold, „dass diese Partei vor dem Hintergrund der Schoa Reue und das Eingeständnis von kollektiver Schuld als zentrale politische Kategorien benannt habe. Eine solche moralische Grundhaltung, auch bei der Ausgestaltung zwischenstaatlicher Beziehungen, habe es »niemals vorher« gegeben“.

## Forschungsschwerpunkte
Er hat 19 Bücher als Autor, Co-Autor, Herausgeber bzw. Mitherausgeber publiziert, ca. 100 fachwissenschaftliche Aufsätze sowie 50 Rezensionsartikel. Seine Publikationen sind in Englisch, Deutsch, Spanisch, Italienisch, Französisch, Dänisch, Schwedisch, Ungarisch, Hebräisch, Chinesisch und Persisch erschienen. Seine Forschungsschwerpunkte sind Demokratietheorie, deutsch-jüdische Geschichte nach 1945, Nationalismus, Rechtsextremismus, Neue Linke, Politische Soziologie, die amerikanische, österreichische und deutsche Gesellschaft, Sport in entwickelten Industriegesellschaften, und in letzter Zeit zunehmend Antiamerikanismus und Antisemitismus. Er ist ein Schüler des Politikwissenschaftlers Karl W. Deutsch. Markovits hat Standardwerke der Politikwissenschaft geschrieben wie 1997 gemeinsam mit Philip S. Gorski Grün schlägt Rot. Die deutsche Linke nach 1945. Darin schrieben die Autoren laut dem Journalisten Jochen Buchsteiner, dass nach dem Sechstagekrieg im Jahr 1967, links sein und Israel hassen im Diskurs der deutschen Linken seit 1968 synonym wurde.

## Zeitschriften und Zeitungen
Markovits ist Gründer und war von 1983 bis 2003 Chefredakteur der wissenschaftlichen Zeitschrift German Politics and Society. Darüber hinaus sitzt er im wissenschaftlichen Beirat folgender Zeitschriften: German Politics, New German Critique, Innovation, Österreichische Zeitschrift für Geschichtswissenschaften, Contemporary Austrian Studies und The Journal of Area Studies.

## Auszeichnungen
Markovits erhielt mehrere Ehrungen und Preise, darunter:
- 2012 das Bundesverdienstkreuz erster Klasse
- 2006/2007 Golden Apple Award als bester Lehrer am Campus der Universität Michigan
- 2006/2007 Tronstein Award an derselben Universität für besonders wertvolle Lehre für Undergraduate-Studenten
- 1996/1997 Excellence in Teaching Award der University of California

## Mitgliedschaften
Markovits ist Mitglied in der
- American Political Science Association (APSA), der
- American Sociological Association (ASA), der
- American Historical Association (AHA), der
- International Political Science Association (IPSA), der
- International Studies Association (ISA), der
- American Association of University Professors (AAUP), der
- Conference Group on German Politics (CGGP), der
- German Studies Association (GSA) sowie der
- The New York Academy of Sciences.

## Publikationen
Die Literrurangaben müssen nach Wikipedia:Zitierregeln#Formatierungsregeln für Literatur überarbeitet werden.
- Autobiographie

1. Der Pass mein Zuhause. Aufgefangen in Wurzellosigkeit, Neofelis, Berlin 2022, ISBN 978-3-95808-350-9.

- Gesellschaft der Bundesrepublik Deutschland

1. Das deutsche Dilemma: Macht und Machtwechsel in der Berliner Republik (Berlin: Alexander Fest Verlag, 1998)[mit Simon Reich] ISBN 3-8286-0047-6;
2. From Bundesrepublik to Deutschland: German Politics After Unification (Ann Arbor: University of Michigan Press, 1993). [Herausgeber mit Michael Huelshoff und Simon Reich.]
3. The Political Economy of West Germany: Modell Deutschland (New York: Praeger, 1982) [Herausgeber]

- Neue Linke; Gewerkschaften

1. Grün schlägt Rot: Die deutsche Linke nach 1945 (Hamburg: Rotbuch Verlag, 1997) [mit Philip S. Gorski]
2. The Politics of the West German Trade Unions: Strategies of Class and Interest Representation in Growth and Crisis (Cambridge: Cambridge University Press, 1986)
3. Unions and Economic Crisis: Britain, West Germany and Sweden (London: George Allen and Unwin, 1984) [Co-Autor mit George Ross, Andrew Martin, Peter Gourevitch, Stephen Bornstein und Christopher Allen]
4. The Political Economy of West Germany: Modell Deutschland (New York: Praeger, 1982) [Herausgeber]

- Demokratietheorie

1. Demokratie: Modus und Telos – Beiträge für Anton Pelinka (Wien: Boehlau-Verlag, 2001) Herausgeber mit Sieglinde K. Rosenberger
2. The Politics of Scandal: Power and Process in Liberal Democracies (New York: Holmes & Meier, 1988) [Herausgeber mit Mark Silverstein]
3. Nationbuilding and the Politics of Nationalism: Essays on Austrian Galicia (Cambridge: Harvard Series in Ukrainian Studies, 1982) [Herausgeber mit Frank E. Sysyn]
4. Fear of Science--Trust in Science: Conditions for Change in the Climate of Opinion (Cambridge: Oelgeschlager, Gunn & Hain, 1980) [Herausgeber mit Karl W. Deutsch]
5. Problems of World Modeling: Political and Social Implications (Cambridge: Ballinger, 1977) [Herausgeber mit Karl W. Deutsch, Bruno Fritsch und Helio Jaguaribe]

- Antiamerikanismus; Antisemitismus

1. Uncouth Nation: Why Europe Dislikes America (Princeton: Princeton University Press, 2007) ISBN 0-691-12287-3.
2. Amerika, dich hasst sich‘s besser. Antiamerikanismus und Antisemitismus in Europa (Hamburg: Konkret-Literatur-Verlag, 2004), Dritte Auflage, ISBN 3-930786-45-1.

- Sport

1. Sport: Motor und Impulssystem für Emanzipation und Diskriminierung, Vortrag im Wiener Rathaus am 3. Mai 2010; Picus Verlag, Wien 2011, ISBN 978-3-85452-554-7.
2. Gaming the World: How Sports are Reshaping Global Politics and Culture (Princeton: Princeton University Press, 2010) [mit Lars Rensmann] ISBN 978-1-4008-3466-2.
3. Querpass: Sport und Politik im transatlantischen Raum (Göttingen: Verlag die Werkstatt, 2007) [mit Lars Rensmann] ISBN 3-89533-580-0.
4. Sport and Cultural Space, special issue of American Behavioral Scientist Volume 46, Number 11 (July 2003) [Herausgeber mit Alan Tomlinson und Christopher Young]
5. Offside: Soccer and American Exceptionalism (Princeton: Princeton University Press, 2001) [mit Steven L. Hellerman]; Deutsche Ausgabe: Im Abseits: Fussball in der amerikanischen Sportkultur (Hamburg: Hamburger Edition, 2002) ISBN 3-930908-78-6.

- Festschrift

1. Amerika - Europa. Transatlantizismus als Erkenntnisstrategie. Festschrift für Andrei S. Markovits zum 70. Geburtstag. [Hg. von Heiko Beyer und Martin Krauß. Mit vielen bislang nicht auf Deutsch veröffentlichten Texten von Markovits]; (Berlin: Verbrecher Verlag 2020) ISBN 978-3-95732-456-6